# Ex Corde Ecclesiae
La constitució apostòlica Ex Corde Ecclesiae (Des del cor de l'església), promulgada pel papa Joan Pau II el 15 d'agost de 1990, és el text legislatiu que regula diversos assumptes relatius a col·legis i universitats catòliques. Es va proposar que tingués efectes des de l'any acadèmic de 1991, i el seu objectiu era definir i refinar el catolicisme de les institucions catòliques d'educació superior. Les noves institucions que es vulguin denominar catòliques podrien necessitar permís "des de la Santa Seu, per una Conferència Episcopal o una altra assemblea de la jerarquia catòlica o per un bisbe d'una diòcesi".